# Schleuse Kleinmachnow
Als Schleuse Kleinmachnow wird die Schleusengruppe der Kanalstufe in Kleinmachnow bezeichnet. Sie ist das markanteste Bauwerk des Teltowkanals in Brandenburg-Berlin. Die Doppelschleuse von 1906 ist eine unter Denkmalschutz stehende Sehenswürdigkeit. Der Grundstein der Schleuse wurde 1901 gelegt, 1906 fand die feierliche Eröffnung durch Kaiser Wilhelm II. statt.
Die Doppelschleuse bildet mit dem Freigerinne in ihrem Mitteldamm und der Nordschleuse von 1940 die Kanalstufe Kleinmachnow, wobei die Südkammer seit dem Zweiten Weltkrieg außer Betrieb ist. Zuständig für Betrieb und Unterhaltung ist das Wasserstraßen- und Schifffahrtsamt Spree-Havel.
Die architektonische Ausgestaltung der Aufbauten der Schleuse im Bereich des Teltowkanal-Kilometers 8,34 bei Kleinmachnow fügt sich in die hüglige Landschaft des Teltow ein. Die Schleuse liegt südöstlich der Anhöhe des Seeberges und nach Osten fast greifbar nahe am Machnower See, im Süden schließt sich das Naturschutzgebiet Bäketal an, und nach Westen öffnet sich der Blick auf den im Wald verschwindenden Teltowkanal – das sind die landschaftlichen „Markenzeichen“ der Schleusenumgebung in direkter Nähe zur südwestlichen Berliner und nordöstlichen Potsdamer Stadtgrenze.

## Ausgleich zwischen Spree und Havel
Der rund 38 Kilometer lange Teltowkanal wurde zwischen 1901 und 1906 auf Initiative des Landrates des Kreises Teltow, Ernst von Stubenrauch, erbaut. Er verbindet die Spree-Oder-Wasserstraße einerseits von der Dahme her, gut 2 km oberhalb ihrer Mündung in die Spree bei Köpenick, andererseits von der Treptower Spree her über den gleichzeitig gebauten Britzer Verbindungskanal (bis 1992: Britzer Zweigkanal) mit der Unteren Havel-Wasserstraße (Potsdamer Havel). Als Bundeswasserstraße verläuft der Kanal durch die Bundesländer Berlin und Brandenburg und bildet teilweise ihre Landesgrenze. Der Höhenunterschied zwischen dem Wasserspiegel der mittleren Spree und der Potsdamer Havel wird dank dieser einzigen Schleuse des Teltowkanals überwunden. Sie trennt die Spree- von der Havelhaltung und besorgt den Abstieg der Schiffe von Ost nach West bzw. den Aufstieg von West nach Ost bei einer mittleren Fallhöhe von 2,86 Metern.

## Bauwerke
Die Aufbauten über die Unter- und Oberhäupter der Schleuse von 1906 bilden eine architektonisch vorbildlich gestaltete Anlage und sind das charakteristische Merkmal dieser Schleuse. Die Projektierung und die Bauleitung lag wie beim gesamten Kanalprojekt in den Händen des Architektenduos, der Königlichen Bauräte Christian Havestadt und Max Contag aus Wilmersdorf. Es handelte sich um die einzige Schleuse des Teltowkanals.

### Kammern der Doppelschleuse von 1906
Die Schleuse Kleinmachnow wurde als Doppelschleuse erbaut und besteht daher aus zwei nebeneinanderliegenden, je 67 Meter langen und 10 Meter breiten Schleusenkammern. Getrennt werden beide durch einen 12 Meter breiten Mitteldamm. Die Kammerbreite gestattete die Schleusung von zwei nebeneinander gekoppelten Finowmaß-Kähnen. Beide Kammern sind durch einen an den Oberhäuptern liegenden Querkanal miteinander verbunden und konnten so im Sparbetrieb gefahren werden (fachbegrifflich handelt es sich damit um eine Zwillingsschleuse), d. h. die eine Kammer diente der anderen als Sparbecken, indem durch die eine nach oben und durch die andere nach unten geschleust wurde. Es erfolgte also ein Wasserspiegelausgleich. Auf diese Weise wurde die Wasserentnahme aus der oberen Haltung um die Hälfte reduziert. Insbesondere an trockenen Sommertagen war dies von Vorteil. Die Füllung der Kammern erfolgt mittels Längsumläufen von je 2,46 Quadratmeter Querschnitt in den Kammerwänden, die auf jeder Kammerseite mit neun Stichkanälen versehen sind, sodass beim Füllen ein gleichmäßiges Ansteigen des Wassers gewährleistet ist und die Schiffe sehr ruhig in der Kammer liegen. Der Abschluss der Umläufe gegen Ober- und Unterwasser sowie früher der Kammern gegeneinander erfolgt durch die sogenannten Hotopp'schen Heber.

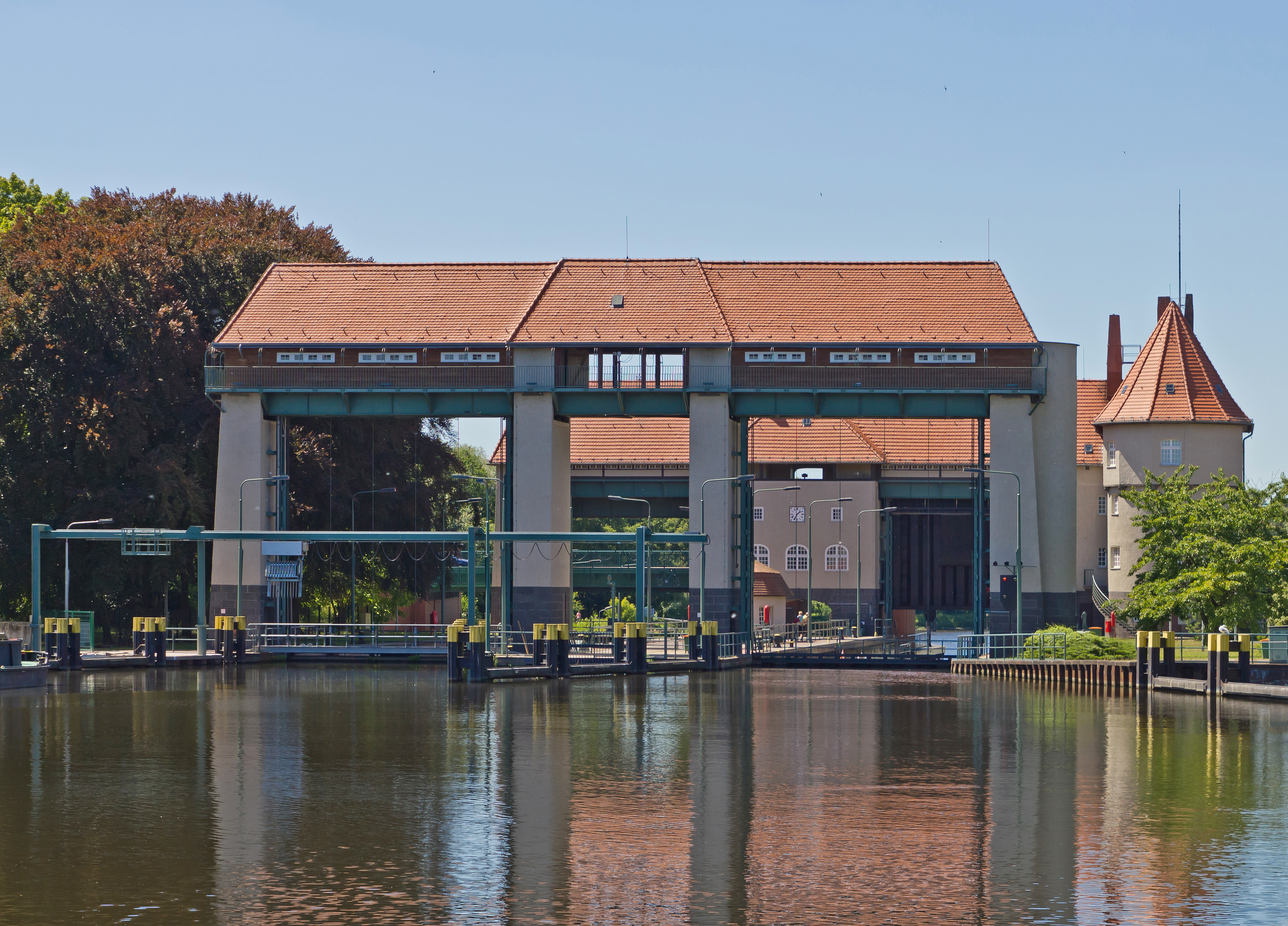
Blick auf die Doppelschleuse von Osten, vom Oberwasser her

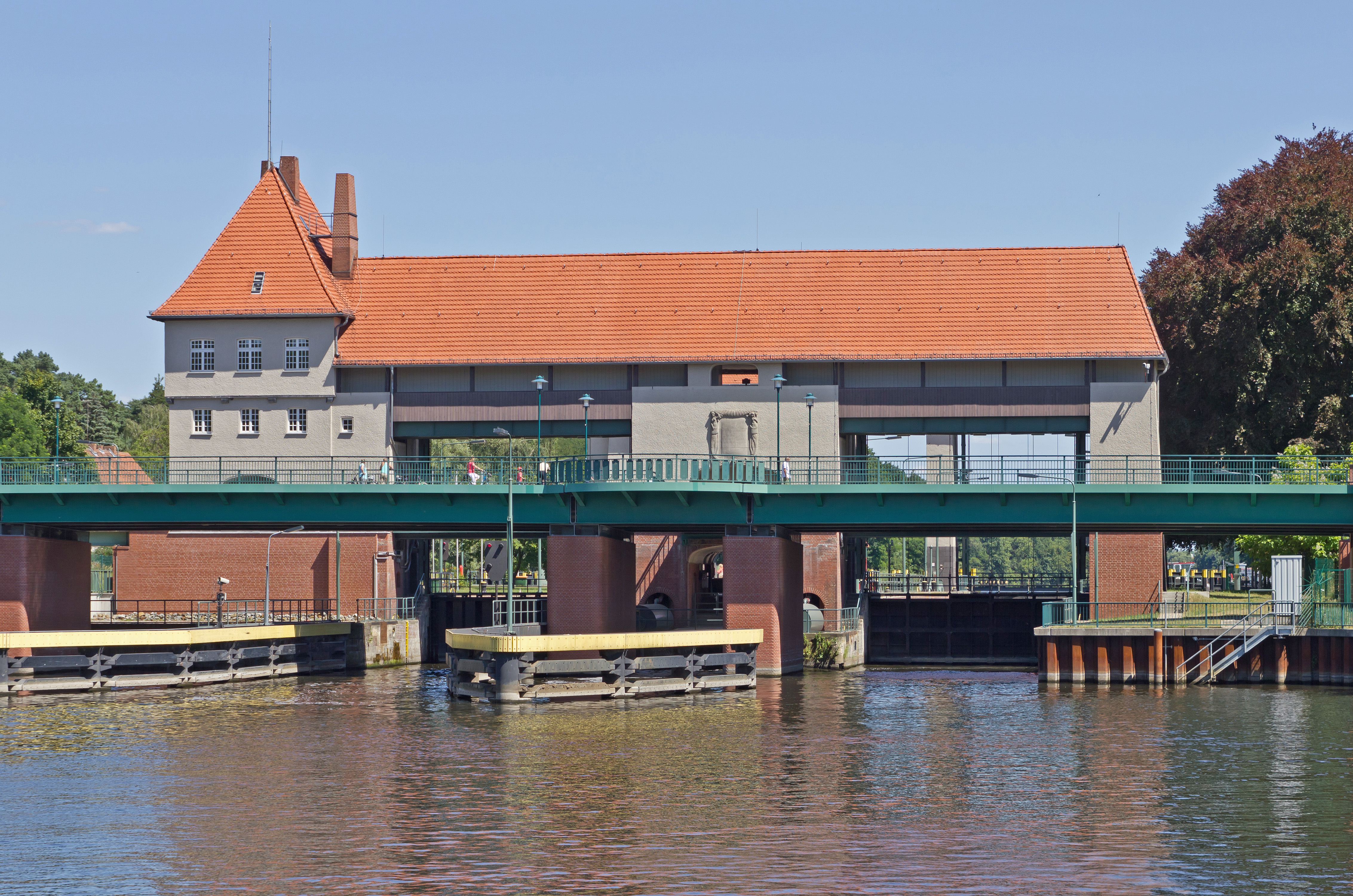
Blick auf die Schleuse mit Schleusenbrücke von Westen, vom Unterwasser her

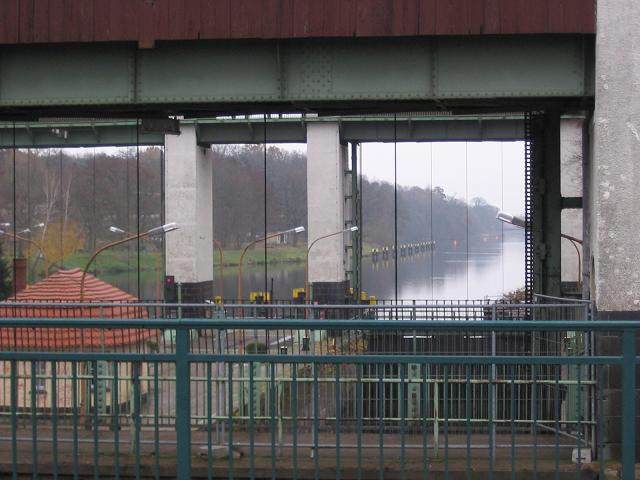
Blick auf den Oberlauf des Teltowkanals

Die Kammern werden durch Hubtore, senkrechte Schützenaufzüge großen Maßstabes, verschlossen. Man wählte diese durch die für die Unterbringung des Aufzuges notwendigen hohen Turmaufbauten sehr teure Bauart, um einen völlig dichten Wasserabschluss der Kammern zu gewährleisten und die Auflagen der vorgesetzten Königlichen Regierung in Potsdam zu erfüllen, mit dem Wasser der Spree zu Zeiten geringer Wasserführung sparsam umzugehen. Das hat bis heute einen Vorteil: Kein bewegliches, dem Schleusenbetrieb dienendes Konstruktionsteil liegt dauernd unter Wasser. Die Abdichtung der Tore erfolgt durch Bohlen aus Kiefernholz. Die Untertore hatten ein Gewicht von 20 Tonnen, die Obertore wegen ihrer geringeren Höhe dagegen nur von 16 Tonnen. Jedes der Tore ist durch ein Gegengewicht so ausbalanciert, dass es im Wasser gegen den Auftrieb noch eine Tonne Übergewicht besitzt. Alle Bewegungselemente werden bis in die Gegenwart mittels Elektromotoren betrieben.

### Schleusung durch die Doppelschleuse von 1906
Eine Schleusung lief folgendermaßen ab: Die an der Schleuse angekommenen Schiffe legten an beiden Seiten der im oberen und unteren Vorhafen von der Mittelmauer her vorgebauten, 140 Meter langen hölzernen Leitwerke an. Von da aus wurden sie durch elektrisch betriebene Laufkatzen in die Kammern hineingezogen. Die Gleichstrommotoren waren so ausgelegt, dass sie auch den größten Kahn problemlos bewegen konnten. Die Laufkatzen dienten sowohl zum Hinein- wie auch zum Hinausschleppen der Kähne. Ihr Einsatz hatte den Vorteil, dass das umständliche und gefährliche Auf- und Abwickeln der langen Seile durch eine Bedienungsmannschaft entfiel. Die Abfertigung erfolgte durch die Schleusengehilfen, die nach Öffnung der Tore und nach der Erteilung des Frei-Signals vom Signalturm aus die Laufkatzen einschalteten, nachdem das Zugseil von den Schiffern am Mast befestigt worden war. Sobald die Kähne in der Kammer festgemacht und die Seilverbindungen gelöst waren, begann die „eigentliche“ Schleusung, das Füllen bzw. Leeren der Kammern. War diese abgeschlossen, verließen die Kähne die Kammer, und ein Schiff aus der entgegengesetzten Richtung konnte einfahren. Wenn das nicht geschah, musste die Schleuse leer geflutet bzw. das Wasser abgelassen werden. Das Kommando über sämtliche Vorgänge hatte der Schleusenmeister, der sich wegen der besten Übersicht auf der Plattform zwischen den beiden Schleusenkammern aufhielt.
Als Leistungsfähigkeit der Schleusenanlage ist in der zeitgenössischen Fachliteratur vermerkt, dass der gesamte Schleusungsvorgang maximal 30 Minuten dauerte. Er beinhaltete die Fahrt der Laufkatzen hinein und hinaus, das Schließen der Tore, das Ausspiegeln der Wasserstände zwischen den beiden Kammern, das Zufüllen aus dem Oberwasser bzw. Ablassen in das Unterwasser des Restwassers und das Heben der Tore. Als nach 1945 die Schiffe mit eigenem Antrieb zugelassen waren, wurden die Laufkatzen überflüssig und entfernt.
Noch vor Baubeginn 1901 wurde ohne Nacht-, Sonn- und Feiertagsbetrieb eine rechnerische Jahresleistung von 8,64 Millionen Tonnen ermittelt, die jedoch niemals auch nur annähernd erreicht wurde.

### Zusätzliche Nordschleuse von 1940
Der weitere Ausbau der Reichswasserstraßen und die Umsetzung des „Speer-Programms“, genannt nach Albert Speer, dem Generalbauinspekteur für Berlin in den Jahren 1937 bis 1942, zum Ausbau des Kanals machte ab 1939 den Bau einer zusätzlichen Schleuse in Stahlspundwandbauweise notwendig. Die neue Nordkammer, wie sie in Bezug auf die gesamte Kanalstufe auch bezeichnet wird, mit den Abmessungen von 85 Meter Länge und 12 Meter Breite gestattet es, Schiffe in der Größenordnung bis 1000 Tonnen zu schleusen. Die Werften an der Nordseeküste wurden auch mit Zulieferungen aus Berlin bedient. So sollten in Berlin-Tempelhof gefertigte Druckkörper für U-Boote verschifft und über die größere Nordkammer geschleust werden. Auf Hubtore hatten die Konstrukteure aus Kosten- und Zeitgründen verzichtet. Es kamen im Unterhaupt ein übliches Stemmtor und im Oberhaupt ein Klapptor zum Einsatz.
Da nach Inbetriebnahme der Nordschleuse 1940 mit größeren Schiffen gerechnet werden musste, denen die bestehenden Schleppkapazitäten des Kanals nicht entsprachen, wurde über die Einstellung des Schleppens mittels elektrisch betriebener Treidellokomotiven nachgedacht. Nach dem Abwägen von Für und Wider blieb es beim herkömmlichen Schleppbetrieb, um die Ufer vor Wellen und Sog der Selbstfahrer zu schützen. Allerdings war ab 1940 die Erteilung von Ausnahmegenehmigungen durch die Teltowkanal AG für das Befahren mit eigener Triebkraft möglich. Diese Genehmigung konnte man problemlos bei der Einfahrt in den Kanal bei den Kanalmeistereien erhalten.

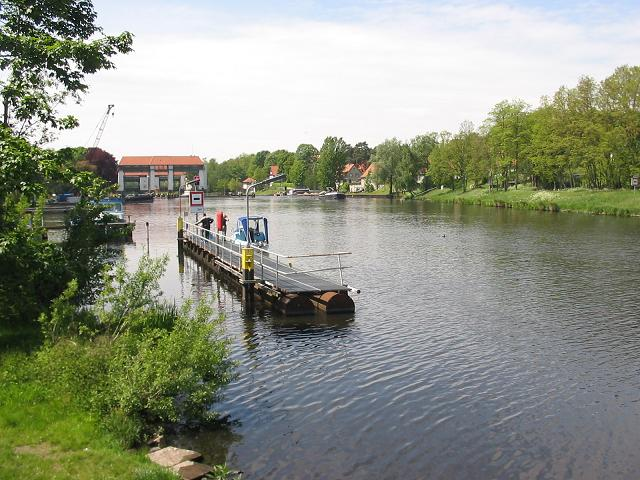
„Wartesteg“

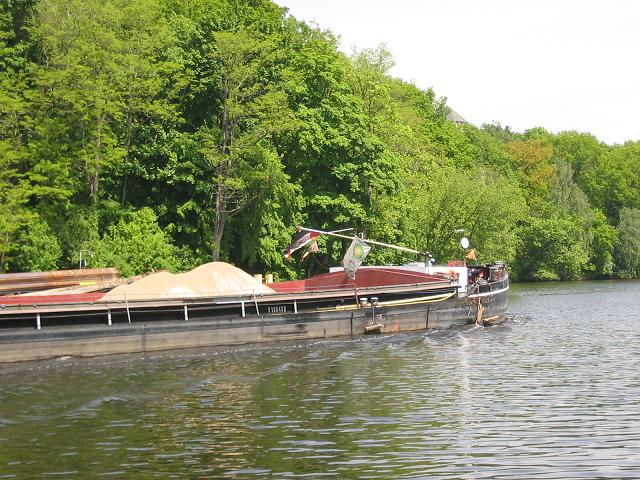
„Ausgeschleust“, der Mast liegt noch flach

Nach den ab 1943 fast regelmäßigen Bombenabwürfen am Kanal blieb nur die mittlere Schleusenkammer in Betrieb. Um eine Katastrophe zu verhindern, falls die Schleusenanlage von Bomben getroffen werden sollte, hatte man vorsorglich die neugebaute Nordkammer, die nur wenige Monate für Schwerlasttransporte genutzt wurde, mit Kies verfüllt und vor das Obertor der Südkammer eine Spundwand gesetzt. Während die nur achthundert Meter entfernte Alte Hakeburg 1943 einem Bombenangriff zum Opfer fiel, blieb die Schleusenanlage fast unversehrt.
Das Schleusenareal nimmt auf der Westseite die Schleusenbrücke auf, die ehemals nach dem Prinzen Friedrich Wilhelm von Preußen benannt war. Sie war so gebaut, dass sowohl der allgemeine Fahrzeugverkehr des Stahnsdorfer Damms fließen, als auch der „Wechsel“ der Treidellokomotiven auf Schienen von einem Ufer an das andere erfolgen konnte. Nach deren Sprengung am 20. April 1945 durch die deutsche Wehrmacht wurde eine Behelfsbrücke errichtet, die in der Folgezeit für den Fahrzeugverkehr ausgebaut wurde.

## Wiedereröffnung 1981 und ehemalige Ausbauplanungen

### Verkehrsprojekt Deutsche Einheit Nr. 17
Bis zur Wiedereröffnung des Teltowkanals von Westen her im Jahr 1981 blieb die Schleusenanlage ungenutzt. Erstaunlicherweise waren ihre beweglichen Funktionsteile danach noch so gut einsatzfähig, dass nur geringe Sanierungsarbeiten notwendig waren.
1992 hat der Rat der Europäischen Gemeinschaft die Empfehlung ausgesprochen, den Ausbau eines einheitlichen europäischen Wasserstraßennetzes voranzutreiben. Dieses Vorhaben ist zugleich für ein leistungsfähiges Wasserstraßennetz im Osten Deutschlands und seine nahtlose Anbindung an den im Westen bereits erfolgten Wasserstraßenausbau von Bedeutung.

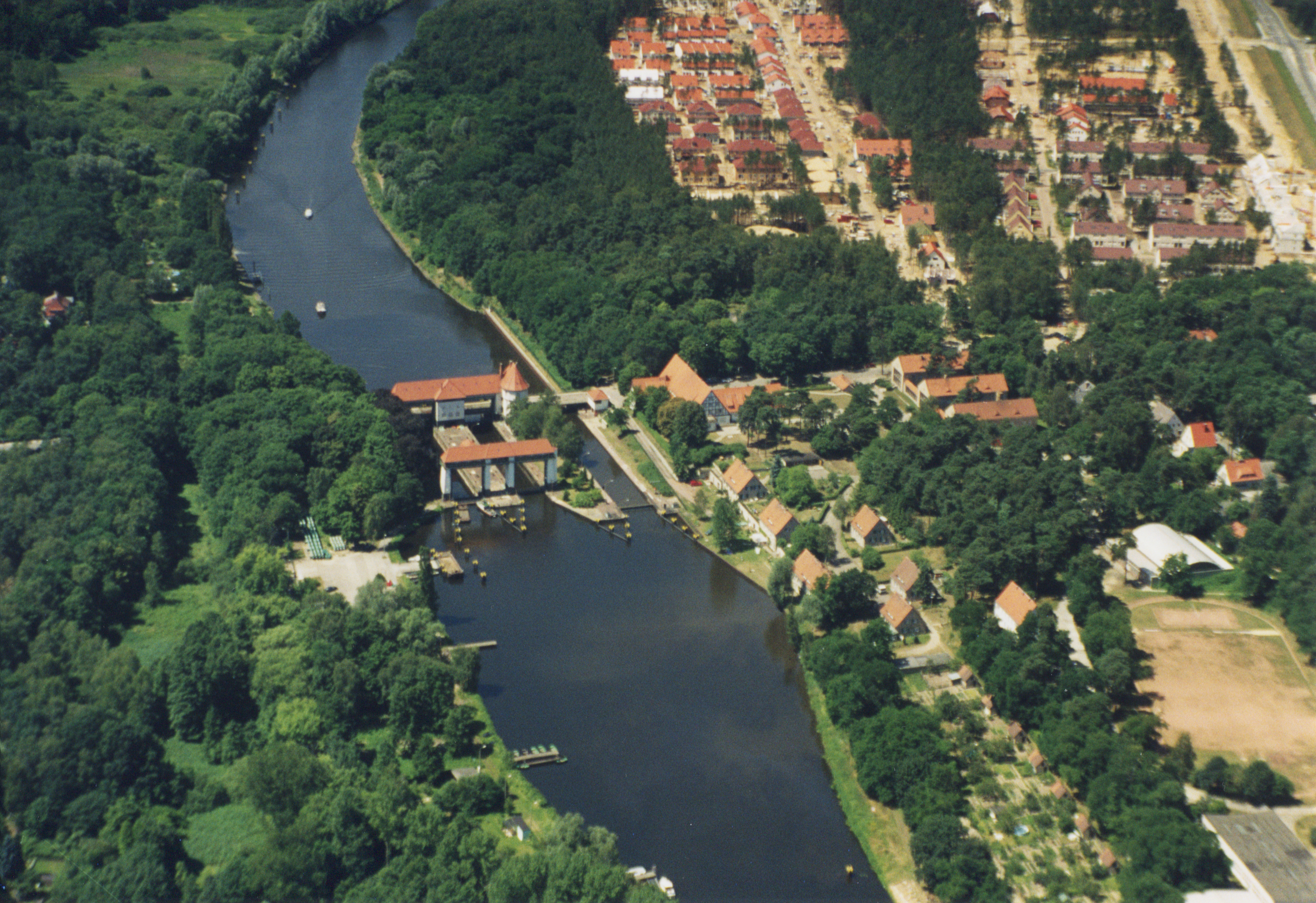
Aus der Vogelperspektive

Im Zusammenhang mit der Realisierung des Verkehrsprojektes Deutsche Einheit Nr. 17 (Bundeswasserstraßenverbindung Hannover-Magdeburg–Berlin) sollte der Teltowkanal für den Verkehr von Großmotorgüterschiffen und Schubverbänden ausgebaut werden, um ihn mit bis zu 185 Meter langen Schubverbänden auf dem Weg von Magdeburg nach Berlin nutzen zu können. Das hätte auch die Vergrößerung der Nordschleuse auf die nutzbaren Abmessungen von 190 m mal 12,5 m mal 4 m erfordert. Geplant waren weiterhin im Oberwasser und Unterwasser der Schleuse Schiffswartebereiche von 400 beziehungsweise 620 Metern Länge. Südlich vom neu errichteten Wohngebiet Stolper Weg hätten dafür am Kanal etwa 40 Meter des Auwaldes abgetragen werden müssen. Verschiedene Umweltverbände protestierten seit 1992 wegen der befürchteten massiven Eingriffe in die Uferlandschaften gegen den Ausbau der Schleuse. Nach einer Neubewertung des Projekts ist ein Ausbau des Teltowkanals über die Wasserstraßenklasse IV hinaus jedoch nicht mehr geplant. In der Folge wurden auch die Planungen zur Erweiterung der Schleuse Kleinmachnow aufgegeben. Es ist stattdessen eine Sanierung der Schleuse vorgesehen. Eine Klage zum Ausbau der Schleuse scheiterte im Januar 2013 vor dem Verwaltungsgericht Potsdam.

### Instandsetzung 2000
Im Jahre 1992 rammte ein leeres Tankschiff beim Einfahren in die Schleuse mit einem Bugpoller einen Brückenträger des Fußgängerteils der Schleusenbrücke. Diese Havarie sowie Ermüdungserscheinungen an den Widerlagern führten zur Sperrung der Brücke für den Fahrzeugverkehr. Lediglich Fußgänger konnten diese noch überqueren. Im Zuge der Vorbereitung der Verlängerung der Nordschleuse von 85 auf 190 Meter Kammerlänge und aufgrund von Forderungen der Anwohner wurde eine neue Brücke errichtet, die nunmehr einige Meter westlich der Schleusenanlage liegt. Sie wurde am 20. Mai 2005 dem öffentlichen Fahrzeugverkehr übergeben. Von der alten Straßenbrücke blieben aus Gründen des Denkmalschutzes die Arkaden erhalten.

## Frühe touristische Orientierung

### Gebäude für den Ausflugsverkehr
Um die Schleusenanlage auch für Ausflügler aus Berlin und der Umgebung attraktiv zu machen, hatte der Kreis Teltow damals auch ein Schleusen-Wirtshaus erbauen lassen. Dieses musste nebst seiner großen, am Wasser gelegenen Gartenanlage 1939 dem Erweiterungsbau der Schleusenanlage weichen. Bis dahin konnte der Gast auf bequeme Weise in zwei Minuten das Heben und das Senken der tonnenschweren Hubtore, das Füllen sowie das Entleeren der um die 18.000 Kubikmeter Wasser fassenden Schleusenkammern verfolgen.

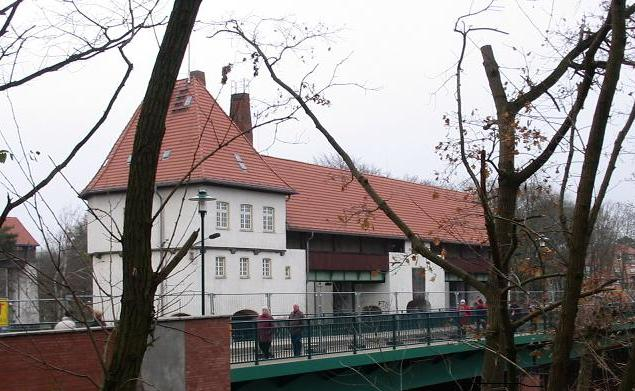
Schleusengebäude

Nördlich der nunmehr dritten Schleusenkammer entstand für das abgerissene Schleusen-Wirtshaus ein Ersatzbau, der architektonisch wenig zum verbliebenen Ensemble passt. Die Bauausführung für dieses 1940 errichtete Funktionsgebäude wurde von den Brüdern Walter und Johannes Krüger besorgt. Sie waren bekannt geworden durch das Langemarck-Denkmal und den Bau der evangelischen Johanneskirche in Berlin-Frohnau. Dieser als Großwirtshaus gebaute Schleusenkrug, wie noch heute in Holz geschnitzt über der Eingangstür zu lesen ist, erlitt durch Kriegseinwirkung größere Zerstörungen, die bis 1948 vollständig beseitigt wurden. Zwei große Säle und eine Bauernstube waren für den Besucherverkehr empfangsbereit. Doch das Publikum blieb in den Nachkriegsjahren aus. So reifte der Entschluss, das Lokal 1950 wieder zu schließen und es für andere Zwecke umzubauen.
Heute besteht auf der gegenüberliegenden Seite im Wald die Möglichkeit der Einkehr beim „Schleusenwirt“ (Gasthaus zur Schleuse). Das Gasthaus wurde 1905 von dem Gastwirt Barsch erbaut. Von 1984 bis 1991 betrieb Familie Lehmann und ab 1992 Familie Lasotta dieses Haus. Seit 2020 beherbergt das Gebäude das indische Bapu-Restaurant.
Die Straße Machnower Schleuse rahmen weitere Gebäude, die sich in Baustil und Verwendungszweck vom Schleusenensemble unterscheiden. Nach Plänen des Architekten Starke entstand in den fünfziger Jahren aus dem umgebauten „Schleusenkrug“ und mit Neubauten eine Einrichtung für die Berufsausbildung, die am 1. September 1958 eröffnet wurde. Heute unterhält dort die Wasser- und Schifffahrtsdirektion Ost in Magdeburg ein Berufsausbildungszentrum für Wasserbau mit Lehrgebäuden und Wohneinheiten.

### Bäkefließ
Von der Schleusenbrücke aus hat man eine hervorragende Sicht auf die gesamte Anlage. In unmittelbarer Nähe lassen sich die letzten Meter des träge dahin fließenden Bäke-Wassers betrachten, das einst eine Glaziale Rinne auf dem Teltowplateau durchfloss. Zur Bäke gelangt man von der Schleusenbrücke aus kanalabwärts über den südlichen Treidelpfad. Links vom Pfad liegt, greifbar nahe, das letzte Stück des für den Kanal bedeutsamen Fließgewässers, das in Berlin-Steglitz entspringt und größtenteils im Teltowkanal aufgegangen ist.

### Ausflugsverkehr

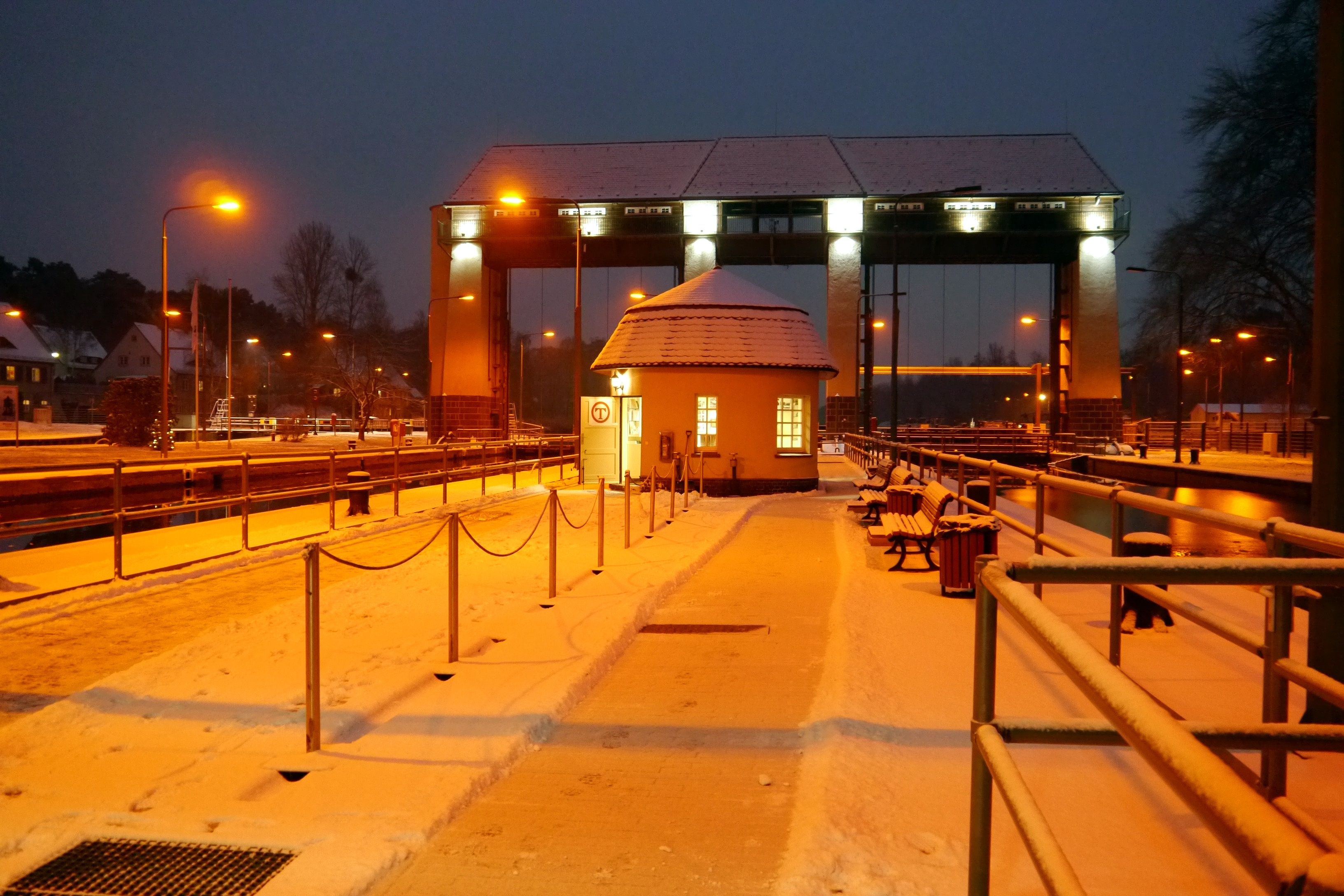
In der Schleusnerbude werden interessierte Gäste erwartet.

Bei gutem Wetter finden sich zahlreiche Schaulustige ein, um den Schleusungsvorgang in Kleinmachnow zu beobachten, denn von der Straßenbrücke und den öffentlich zugänglichen Teilen der alten Fußgängerbrücke aus sind die Schleusenkammern gut einsehbar. Seit Mai 2008 besteht an jedem Sonn- und Feiertag zusätzlich die Möglichkeit, die Plattform zwischen den beiden alten Schleusenkammern zu betreten und sich die Technik von Mitarbeitern des Wasser- und Schifffahrtsamtes erklären zu lassen. Des Weiteren finden an jedem ersten Sonntag im Monat Führungen durch die Schleusengebäude statt (Anmeldung erforderlich).

## Chronologie der Schleusenanlage
- 1901: Grundsteinlegung

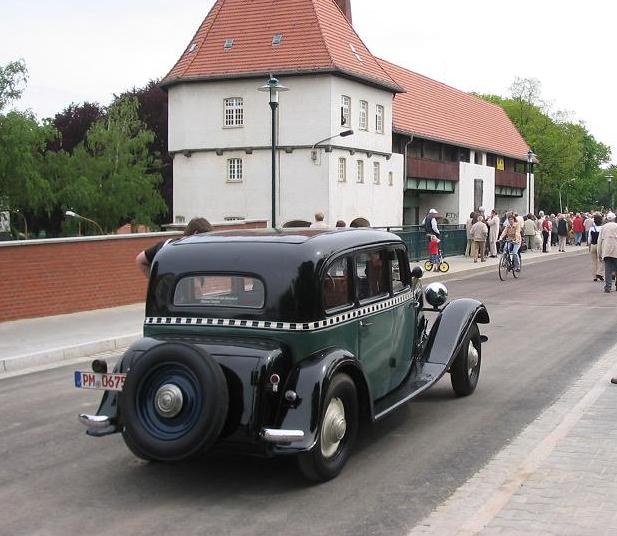
Brückeneinweihung nach Neubau am 20. Mai 2005

- 1902: Baubeginn – Aushebung der Bodenmassen bis zur Fundamentsohle; die Spundwände werden geschlagen und im Trockenzustand die Sohle betoniert.
- 1903: Errichtung der Kammermauern, der Sohlen- und Uferbefestigungen der Vorhäfen und dieser selbst.
- 1904: Vollendung des Schleusenmauerwerkes und der Tortürme. Hochbauten des Schleusengehöftes im Rohbau fertiggestellt.
- 1905: Montage der Tore und Gegengewichte sowie Installation der elektrischen Einrichtung und des Torantriebes.
- 1906: Eröffnung der Schleuse durch den Kaiser und die Honoratioren des Landkreises Teltow.
- 1939: Abriss des Schleusengehöftes und Baubeginn der für 1000-Tonnen-Schiffe ausgelegten Nordschleuse.
- 1941: Fertigstellung der Nordschleuse bis auf den Einbau der Schleusentore.
- 1945: Beseitigung von Kriegsschäden.
- 1948: Einstellung des Schleusenbetriebs wegen der Sperrung des Teltowkanals.
- 1981: Wiederaufnahme des Schleusenbetriebs.
- 1993: Sperrung der Straßenbrücke für den Fahrzeugverkehr wegen Schäden an den 1905 gesetzten Widerlagern.
- 1999: Durchführung des Planfeststellungsverfahrens zur Vergrößerung der Nordschleuse.
- 2005: 20. Mai Freigabe der neu erbauten Schleusenbrücke für den öffentlichen Straßenverkehr.
- 2006: Festakt anlässlich 100 Jahre Teltowkanal am 2. Juni an der Schleusenanlage mit historischem Schiffskonvoi; Festwoche vom 6. bis 11. Juni an der Schleusenanlage und weiteren Orten längs der Wasserstraße.